# John Hawkwood
John Hawkwood (Sible Hedingham (1320)- Florencia  (1394)) (en francés Jean Haccoude; en italiano Giovanni Acuto, en latín Ioannes Acutus, en español Juan Acuto), fue un célebre mercenario de la Edad Media que vivió en el siglo XIV, y está considerado como el primer ‘‘condotiero‘‘ de los tiempos modernos.

## Biografía
John Hawkwood nació en Sible Hedingham, Essex (Inglaterra) en 1320. Su padre Gilbert era un pequeño propietario de dos fincas: la casa familiar de Sible Hedingham y otra en el cercano pueblo de Finchingfield y John pudo vivir una niñez sin excesivas restricciones.
En 1340 su padre muere, John marcha a Londres para trabajar un tiempo como aprendiz de sastre.

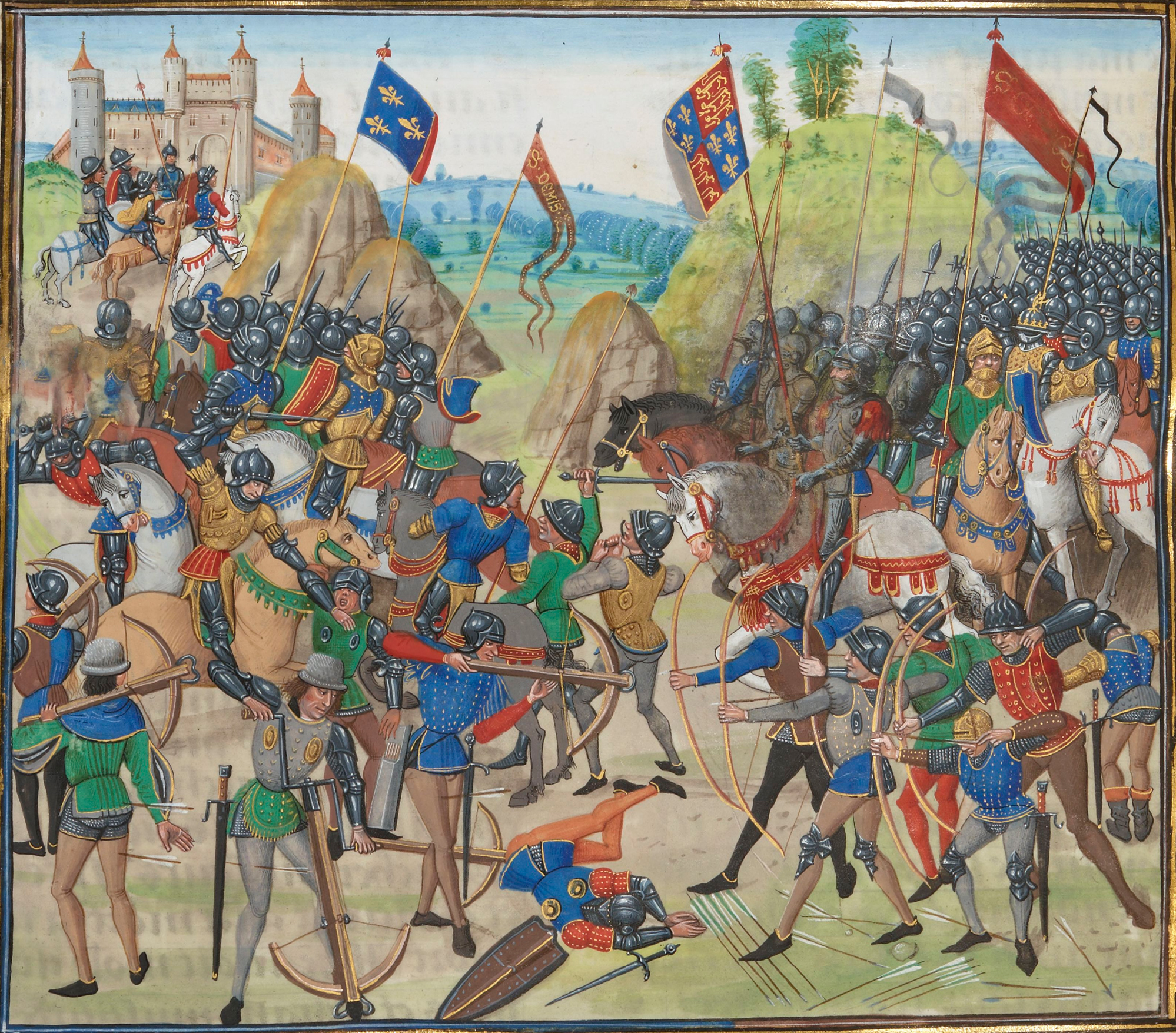
La Batalla de Crecy

En 1337 comienza la Guerra de los Cien Años y John Hawkwood se une, en 1342, al ejército inglés del rey Eduardo III como arquero, posiblemente bajo en el séquito de John de Vere, VII conde de Oxford (otros historiadores piensan que es más probable que perteneciese al séquito de Humphery de Bohun, conde de Northampton); John Hawkwood le habría seguido en la ofensiva contra Bretaña en 1342-1343. 
No existen pruebas de las campañas en las que participó John Hawkwood en Francia pero se acepta que luchó en la batalla de Crecy y en la batalla de Poitiers, las dos grandes victorias inglesas, ganándose el título de caballero. Tras el Tratado de Brétigny (1360) un gran número de tropas fueron desmovilizadas formando “compañías libres”.
La “Gran Compañía”, a la que John Hawkwood se unió, comenzó a realizar sus razias en la zona de Champaña y Borgoña para después descender por el valle del río Rodano hacia Aviñón. La noche del 28 al 29 de diciembre de 1360, la compañía se hizo con el Puente del Santo Espíritu, una fortaleza a 25 millas al norte de Aviñón. Desde esta fortaleza la Gran Compañía corta las comunicaciones de Aviñón, por lo que el Papa Inocencio VI excomulgó a sus miembros en enero de 1361 y llamó a una cruzada contra ellos.
En marzo de 1361 el Papa firmó la paz con la Gran Compañía y acordó mandar diversos contingentes de soldados a sus aliados, tanto en Castilla como en Italia.
John Hawkwood partió con un contingente con destino al Marquesado de Montferrato, que se encontraba amenazado por Bernabé Visconti, señor de Milán. El contingente se estaba al mando de Albert Sterz, y John Hawkwood poseía el rango de caporal de la nueva compañía que sería conocida como la “Compañía Blanca”.  

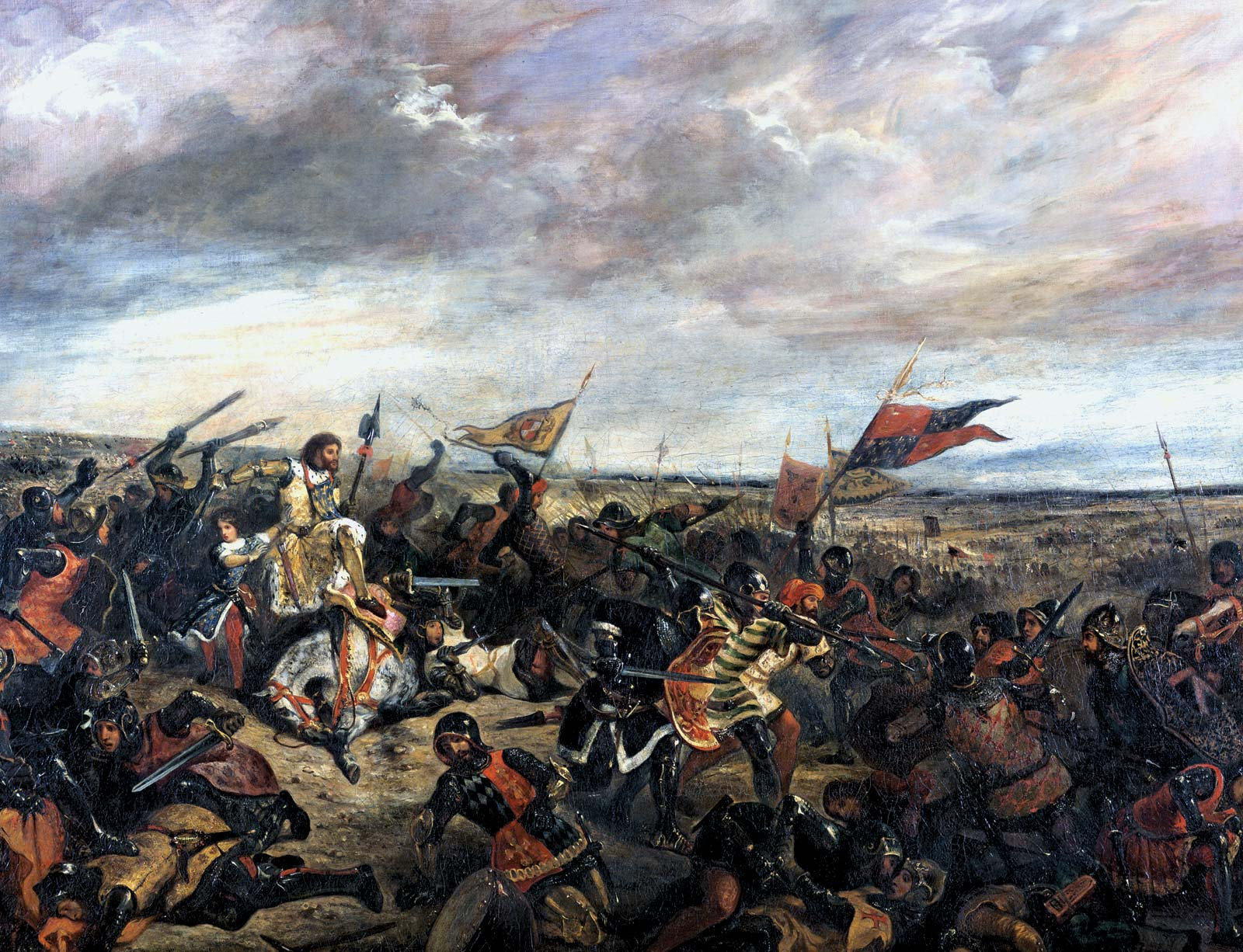
La Batalla de Poitiers. Obra de Eugene Delacroix

### Bajo el servicio de Pisa
En 1363 Hawkwood y la Compañía Blanca fueron contratados por la ciudad de Pisa, que se encontraba en ese momento en guerra contra Florencia, y para la campaña de 1364 ya ostentaba el cargo de Capitán General, dirigiendo su primera campaña. John Hawkwood no hizo demasiado caso a las inclemencias meteorológicas, lo que le llevó a sufrir esa campaña más pérdidas de las esperadas, pero alcanzó Florencia el 15 de abril. Tomó posesión de las alturas de Fiesole y Montughi que dominaban la ciudad e intento asaltar la ciudad pero fue rechazado. 
Los florentinos, finalmente, fueron capaces de rechazar al ejército pisano, pero no por la fuerza de las armas sino que logró sobornar a mercenarios alemanes e ingleses para que abandonasen el ejército pisano.
John Hawkwood tuvo que abandonar Florencia y regresar a Pisa con solo 800 soldados. El ejército florentino, al mando de Galeotto Malatesta, partió el 29 de julio con destino a Pisa. El ejército estaba formado por 4.000 jinetes y 11.000 infantes y acamparon en Cascina, a 10 kilómetros de Pisa.

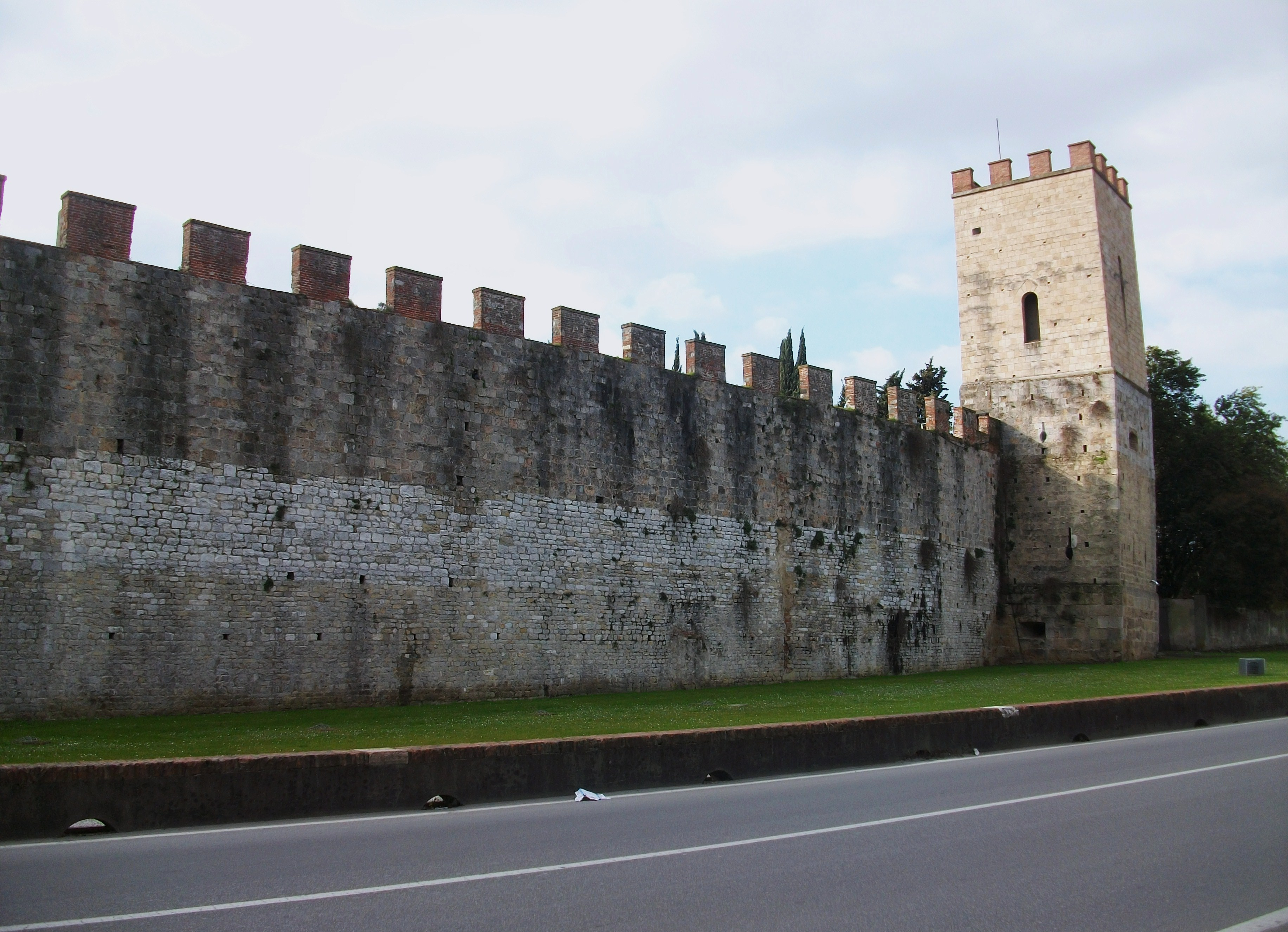
La Muralla de Pisa

John Hawkwood, al mando del ejército pisano, atacó el campamento florentino pero la desproporción numérica de las tropas causó una completa derrota para los pisanos que tuvieron mil muertos y dos mil soldados capturados por los florentinos. El resultado de esta gran victoria fue un tratado de paz entre las dos ciudades rivales, las estipulaciones más importantes de las cuales eran que Pisa restituyera a los mercaderes florentinos todas las franquicias y privilegios de que disfrutaban siempre en el puerto de Pisa, y debería además pagar cien mil florines de oro en diez años.

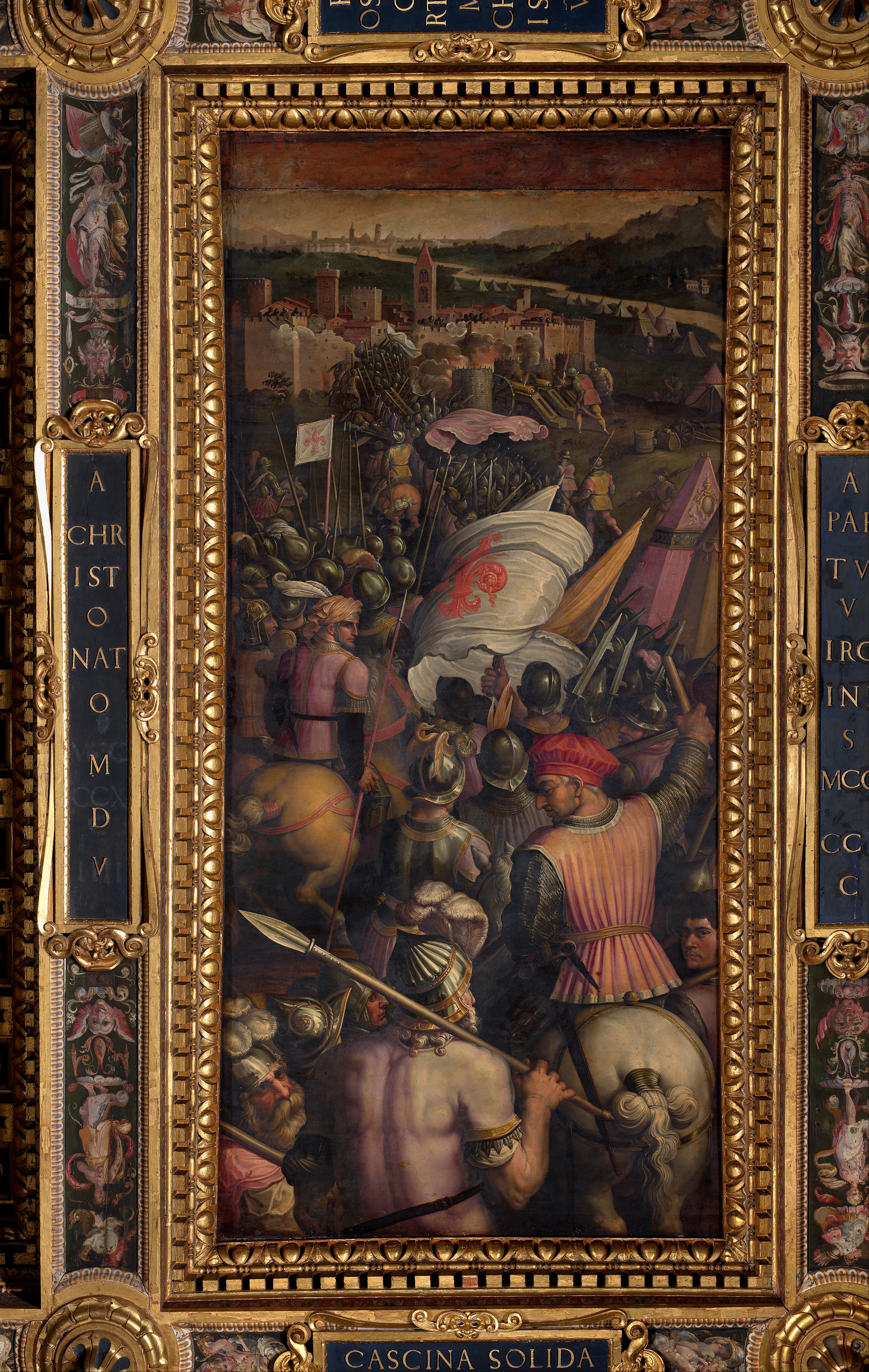
Batalla de Cascina. Obra de Giorgio Vasari

### Bajo el servicio de Milán
En 1368 se forma una Liga con el objetivo de socavar el poder de Bernabé Visconti. Al Papa Urbano V, promotor de la Liga, se unen el emperador Carlos IV de Luxemburgo, Luis I de Hungría y los señores de Padua, Ferrara y Mantua.
John Hawkwood, ahora al servicio de Milán, preparó el asedio de Mantua. Sin embargo abandonó a sus tropas, junto con Bernabé Visconti y algunos soldados ingleses para asistir al matrimonio de Lionel de Antwerp con Violante Visconti, sobrina de Bernabé. La boda fue un espectáculo al que asistieron personalidades como Jean Froissart y Francesco Petrarca.

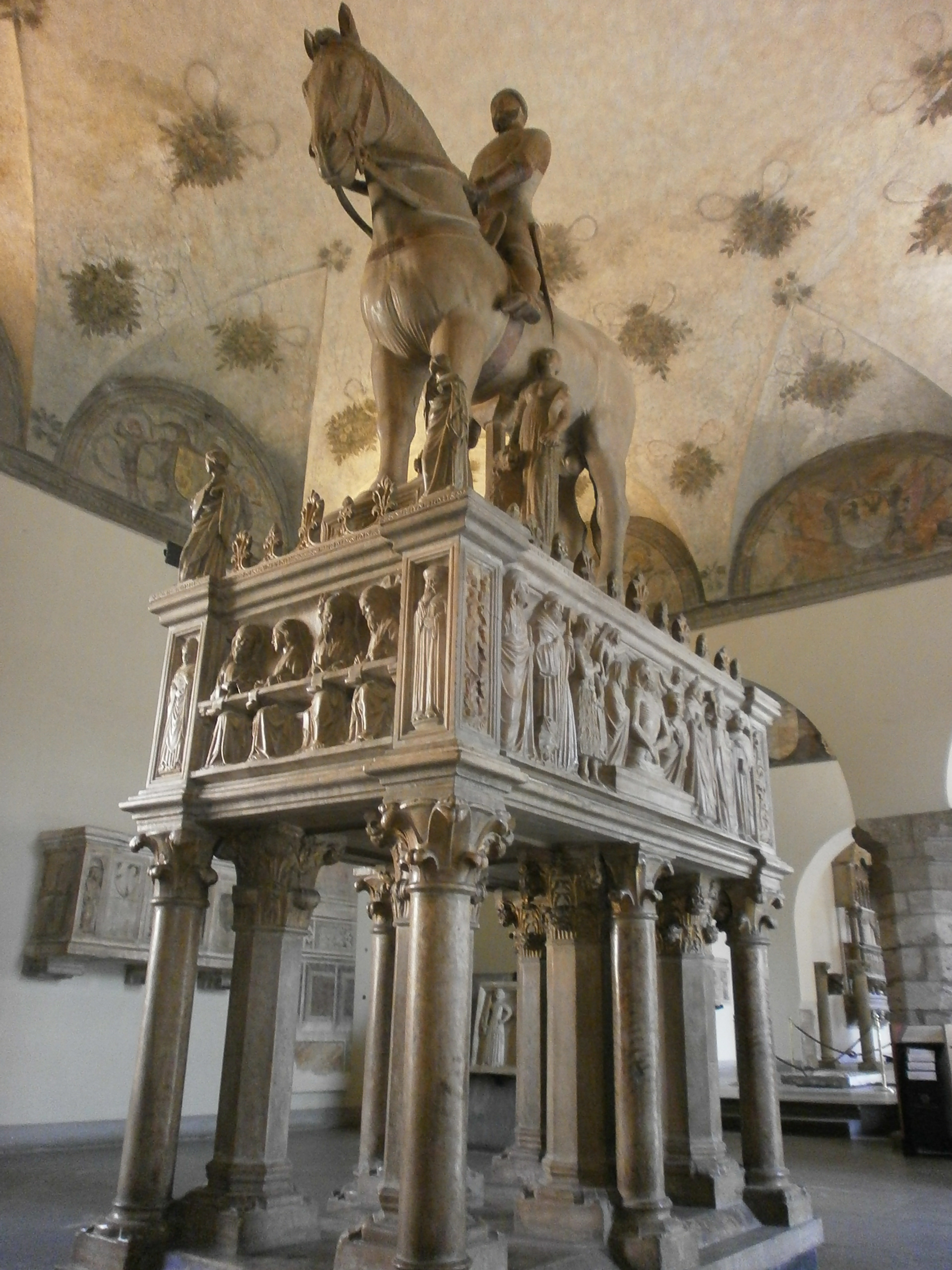
Monumento-Tumba de Bernabé Visconti

El emperador Carlos IV cruzó los Alpes pero John Hawkwood detuvo su progreso rompiendo los diques del río Po. Poco después Bernabé Visconti compraba la paz con el emperador que regresaba a Alemania con su ejército sin haber combatido.
Tras la retirada del ejército imperial, John Hawkwood, marchó a Toscana y Umbría para enfrentarse a las fuerzas papales. En junio de 1369 John Hawkwood fue enviado a respaldar a Perugia que se había levantado contra el Papa. Cerca de la ciudad de Arezzo fue sorprendido por mercenarios alemanes quienes le derrotaron y le hicieron prisionero.
Tardó poco en ser rescatado por Bernabé Visconti quien lo puso al mando de un nuevo ejército que se lanzó contra Viterbo y Montefiascone, propiedades papales.
En noviembre de 1369 marchó hacia San Miniato al Tedesco para apoyar la sublevación de esa ciudad contra el poder florentino. En diciembre infligió una importante derrota a los florentinos en la batalla de Cascina, donde interceptó y derrotó a un ejército florentino de 4.000 soldados. Tras la batalla hizo un intento de reinstalar en Pisa al dux Giovanni dell Agnello que había sido depuesto pero tuvo que retirarse sin conseguir su objetivo.

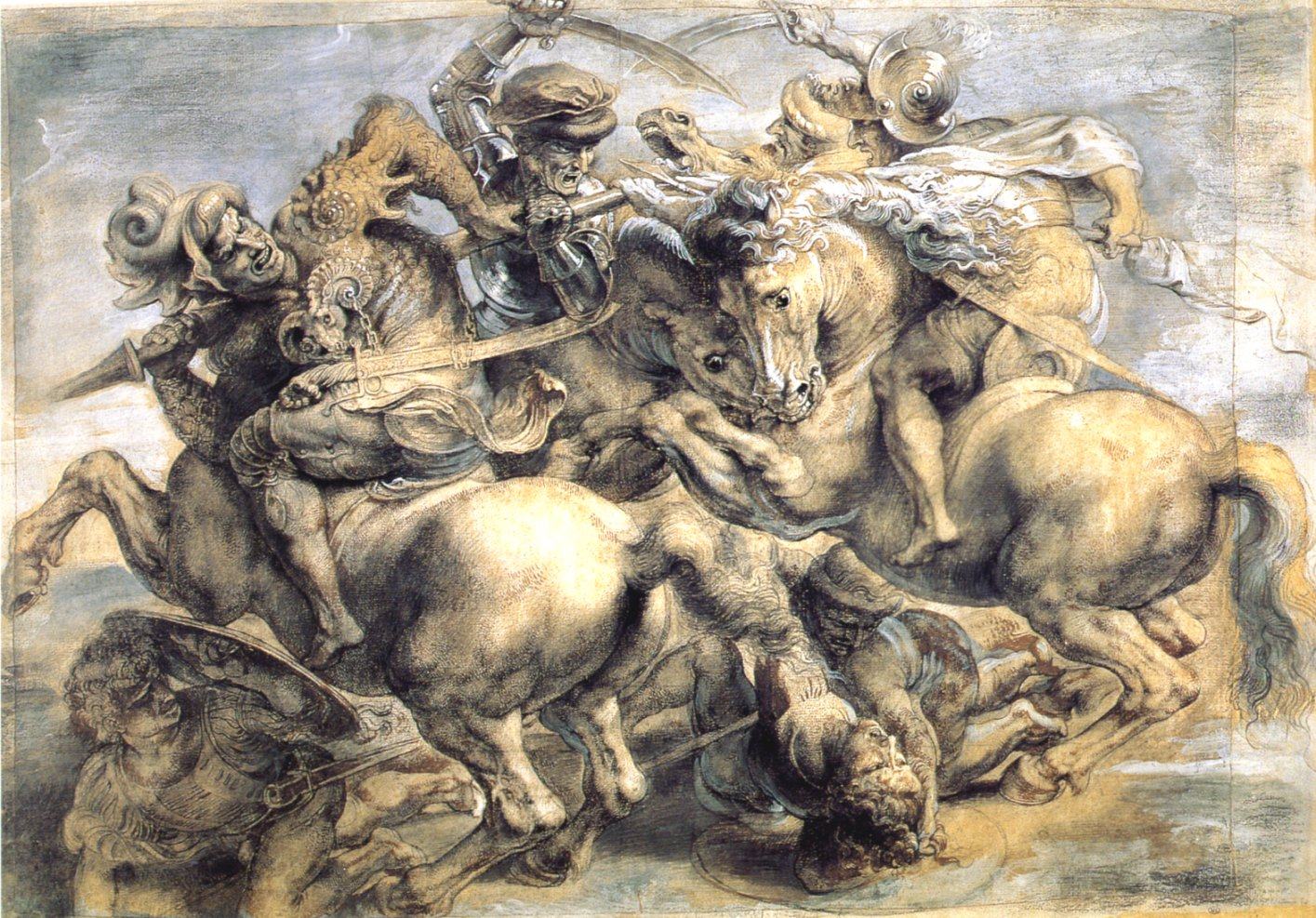
Batalla entre condotieros. Copia de Peter Paul Rubens a partir de una obra de Leonardo da Vinci

Tras este intento infructuoso, John Hawkwood, volvió al norte donde venció al marqués de Montferrato en la batalla de Rubiera tras lo que puso bajo asedio la ciudad de Asti. 
Tras estas victorias Hawkwood decide abandonar el servicio de Bernabé Visconti cuando este decide bajar su paga.

### Bajo el servicio del Papa
Bernabé Visconti continuó la guerra contra el Papa Gregorio XI, que no contaba ya con el apoyo de Florencia, por lo que la guerra se planteaba fácil para las armas milanesas. Sin embargo poco después de abandonar el ejército milanés, John Hawkwook fue contratado por el Papa consiguiendo varias victorias como en 1373 en la batalla de Crevalcuore y en la batalla de Montechiari.

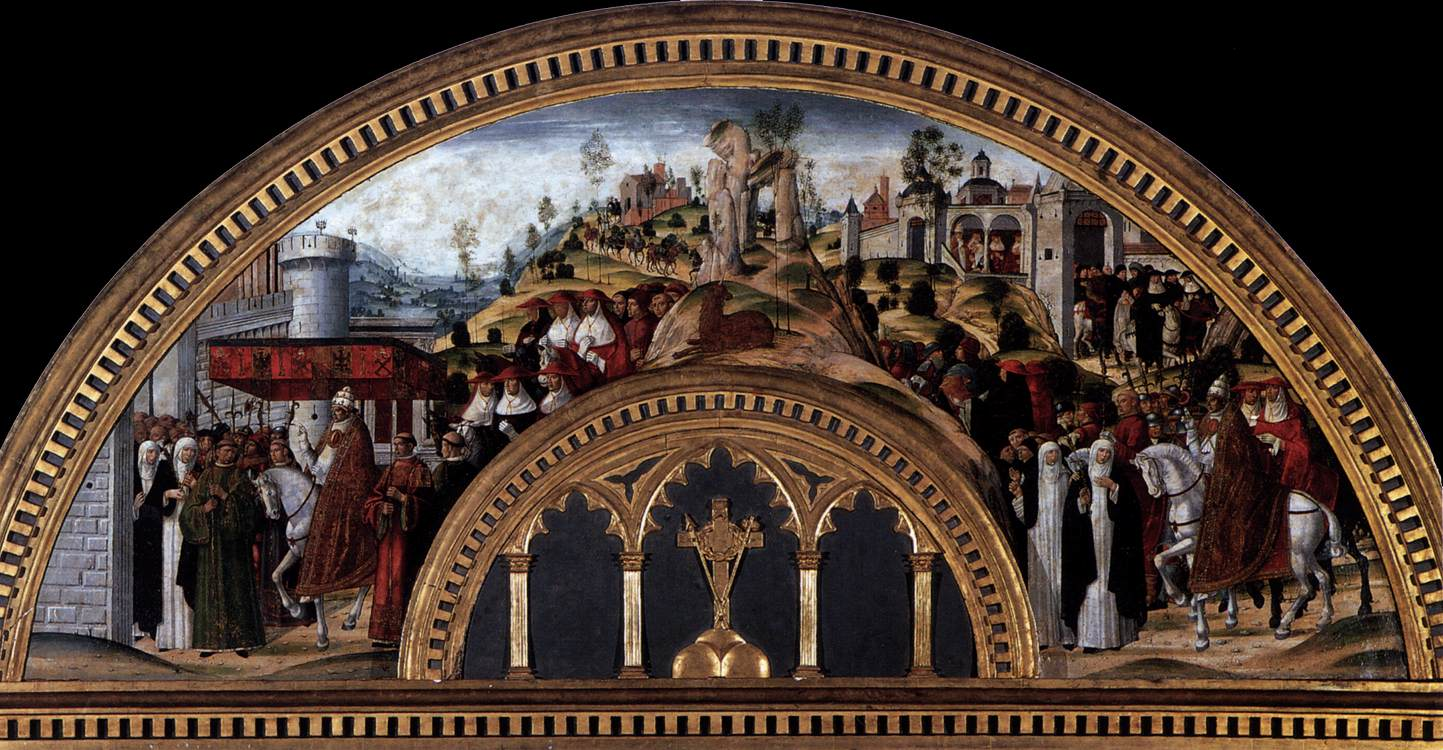
Gregorio XI traslada de nuevo la sede papal a Roma desde Aviñón. Obra de Girolamo Di Benvenuto

En mayo de 1375 Hawkwood marchó hacía Toscana con un gran ejército con intención de arrasar los campos de Florencia pero una delegación le salió al paso y le pagó para que no atacase la ciudad en cinco años. Poco después, Hawkwood llegó a acuerdos similares con Siena, Arezzo, Pisa y Luca consiguiendo un botín de 200.000 florines.
Este ataque provocó en Florencia una profunda indignación y provocó la Guerra de los Ocho Santos que enfrentaría a Florencia, Siena, Luca, Arezzo y Pisa contra el Papa.
Hawkwood dirigió el ejército papal en esta nueva guerra y participó en los saqueos de ciudades como Forli, Faenza y Cesena donde más de cinco mil personas fueron asesinadas, incluidas mujeres y niños. Tras esta matanza abandona las fuerzas papales y busca empleo entre Milán y Florencia.
Durante todo su servicio bajo el Papado, Hawkwood tuvo problemas con la paga adecuadamente, pero consiguió varios territorios como Bagnacavallo, Cotignola y Conselice en la Romaña.

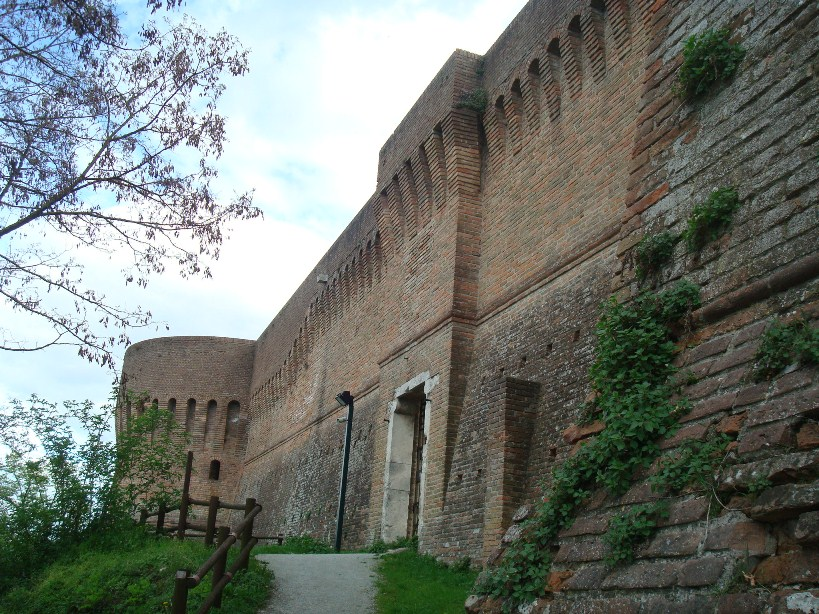
Murallas de Cesena

### De nuevo bajo el servicio de Milán
Tras abandonar el ejército papal, John Hawkwook, pretende regresar al servicio del ducado de Milán, para ello acuerda con Bernabé Visconti su matrimonio con su hija ilegítima, Donnina Visconti. Su dote serán un buen número de villas del norte de Italia como Pessano, Bornago, Carugate, Valera y Santa María alle Molgora. La boda tuvo lugar en mayo de 1377 y del matrimonio nacieron tres niñas (Janet, Catherine y Anne) y un varón (John).
En 1378 Hawkwood organizó junto a Bernabé Visconti una campaña contra Verona pero un desacuerdo entre los dos provocó un enfrentamiento entre ambos y Hawkwood nunca más volvió a dirigir un ejército milanés.
Bernabé Visconti llegó a ofrecer treinta florines a aquel que matase o capturase a algún mercenario que se encontrase al servicio de John Hawkwood o de Lutz von Landau (cuñado de John Hawkwood quien también había abandonado su servicio).

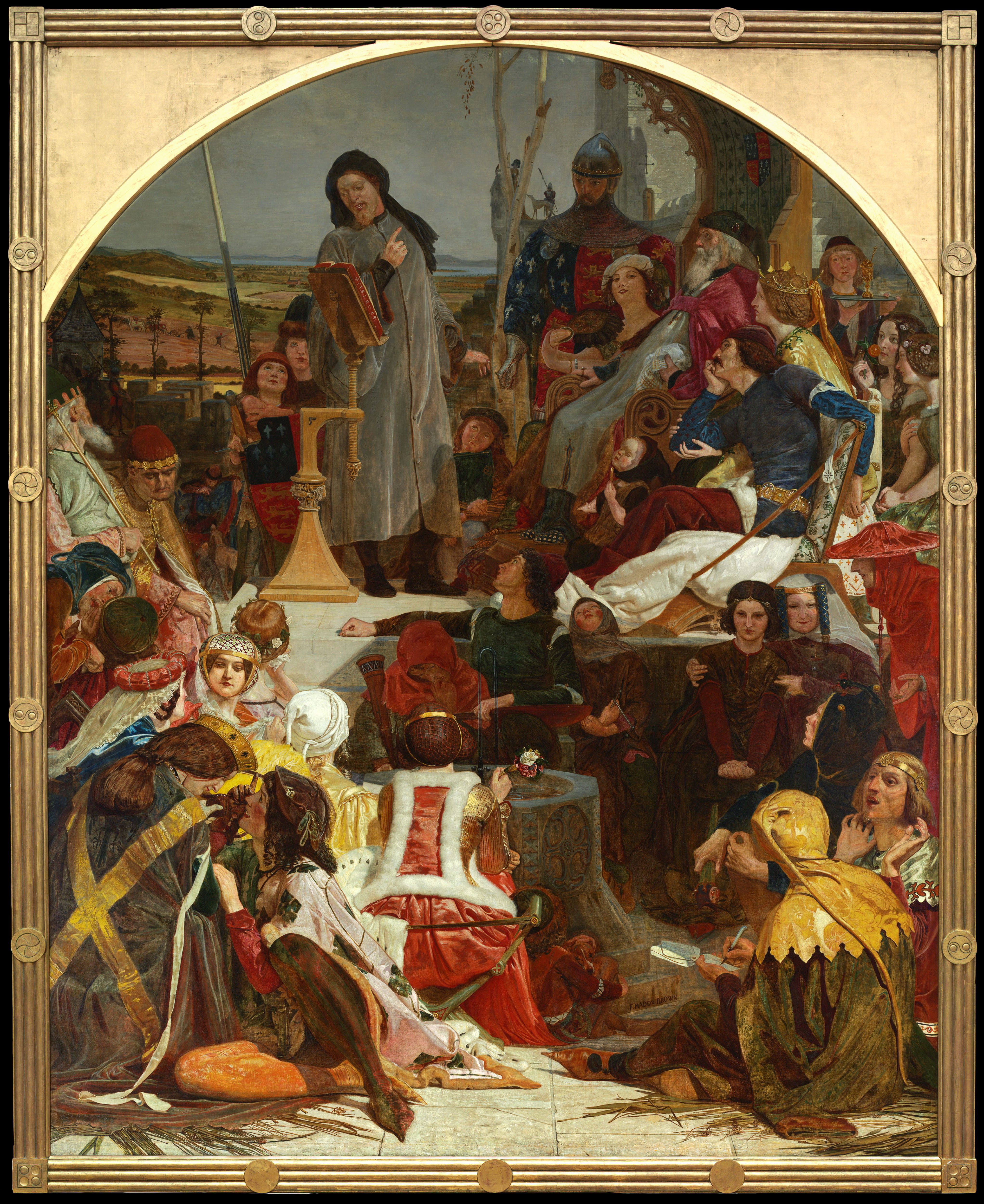
Geoffrey Chaucer en la corte de Eduardo III. Obra de Ford Madox Brown

Fuera de Verona en 1378 se reunió Geoffrey Chaucer, enviado por los representantes del rey Ricardo II de Inglaterra para ayudar a arreglar un matrimonio entre el joven monarca y una de las hijas de Bernabé. Hawkwood viajó con Chaucer a Milán pero la embajada falló. A pesar del fracaso Hawkwood cumplió en más ocasiones misiones diplomáticas en nombre de Inglaterra en Italia.
Poco después se estableció en sus dominios de la Romaña con la intención de dejar las armas pero la hostilidad de sus vecinos hace que acepte la oferta de Florencia de dirigir un ejército.

### Al servicio de Florencia
En 1381 es contratado por Florencia como capitán recibiendo posesiones como Montecchio. Durante gran parte de su servicio en Florencia sus obligaciones militares son de carácter defensivo como la protección de la ciudad de bandas armadas.

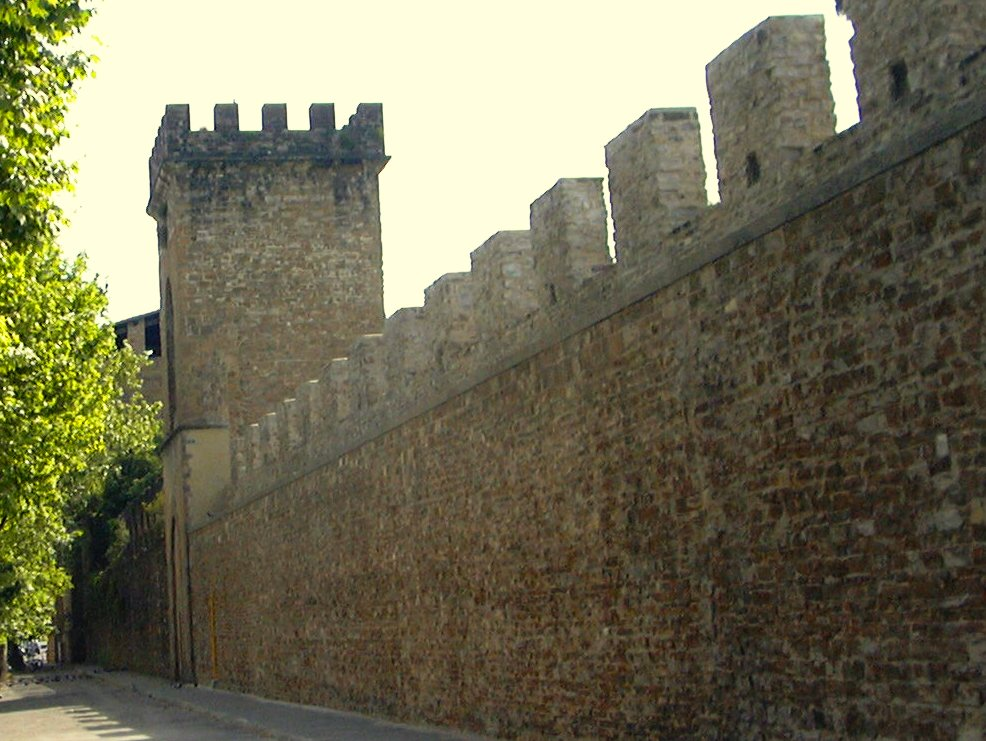
Murallas de Florencia

El 6 de mayo de 1385 John Hawkwood recibió una carta de su cuñado Carlo Visconti que le notificaba que su Bernabé Visconti había sido encerrado por Gian Galeazzo Visconti en el Castillo de Porta Romana. Carlo pedía la ayuda militar de John Hawkwood contra Gian Galeazzo, sin embargo Gian Galeazzo respetó las posesiones que Hawkwood tenía en Lombardía y la dote de Donnina por lo que Hawkwood no emprendió ninguna acción contra Gian Galeazzo por su cuenta.
Entre 1385 y 1386 John Hawkwood realizó varias misiones diplomáticas en nombre del rey de Inglaterra que le llevaron al Reino de Nápoles.

### La Batalla de Castagnaro
En 1386 entró al servicio de Padua que se encontraba en guerra contra Verona. El ejército veronés estaba acaudillado por Lutz von Landau. Hawkwood se unió al ejército padovano cuando ya se encontraba en el río Adigio, en Cerea y ocupó Castelbaldo como base desde donde saquear las cercanías de Verona. Las tropas veronesas, al mando de Giovanni del Ordelaffi, intentaron interponerse entre Castelbaldo y las tropas de Hawkwood que se habían acercado demasiado a Verona, por lo que el condotiero inglés tuvo que marchar hacía Castagnaro con las tropas veronesas hostigando su retaguardia por lo que Hawkwood decidió plantar cara y presentar batalla.
Hawkwook escogió una posición fácilmente defendible con un canal cubriendo su flanco derecho y un terreno pantanoso cubriendo su flanco izquierdo, al frente tenía un pequeño canal de regadío. Con esta posición Hawkwood evitaba las cargas de caballería tanto frontales como de flanco.
Las fuerzas veronesas (9.000 jinetes y 2.600 infantes mercenarios además de milicias urbanas) eran sensiblemente superiores a las padovanas (7.000 jinetes y 1.600 infantes).
El combate tuvo lugar el 11 de mayo de 1387 y Hawkwood consiguió la victoria al realizar una maniobra envolvente con su caballería que cruzó el canal rebasando el flanco izquierdo rival y capturando un gran número de soldados veroneses, incluido el carracio veronés y a todo su alto mando. Algunos historiadores creen que esta batalla tiene reminiscencia con la batalla de Poitiers.

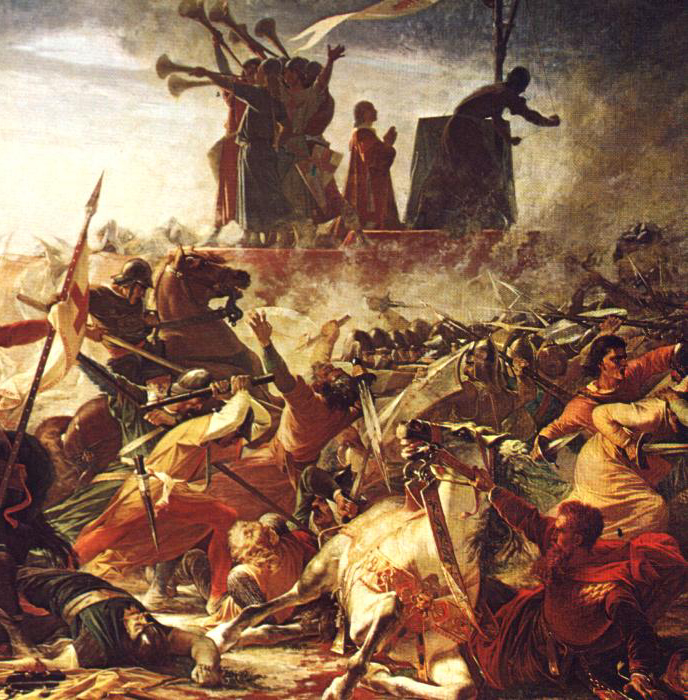
Carracio en una batalla. Obra de Amos Cassioli.

### De nuevo bajo el servicio de Florencia
En 1389 estalla la guerra entre Florencia y Siena que terminaría implicando a toda Italia. Siena se puso bajo la protección de Milán que contaba con el apoyo de Perugia, Mantua, Ferrara y Rimini mientras que Florencia estableció una Liga junto a Bolonia,  Faenza,  Luca y Padua. En esta guerra se enfrentaron los mejores condotieros de la época, por parte milanesa se encontraban Jacopo dal Verme, Facino Cane, Ugolotto Biancardi y Paolo Savelli mientras que por la Liga AntiVisconti se encontraban además de John Hawkwood, Giovanni da Barbiano, Konrad Aichelberg, Konrad Prasserg y John Beltorf.

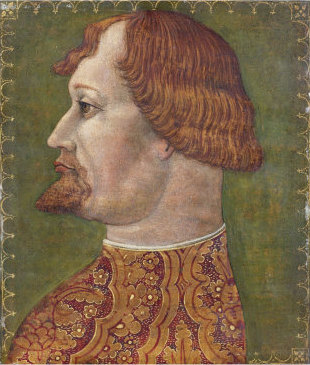
Gian Galeazzo Visconti

Hawkwood se ocupó de la defensa de Bolonia y se tuvo que enfrentar con Jacopo dal Verme. Cuando Hawkwood llegó a Bolonia las tropas milanesas decidieron retroceder de Crevalcuore hacía Módena a una posición fácilmente defendible. El punto muerto duró hasta que Francesco Novello retomó Padua. Dal Verme abandonó entonces su posición y se dirigió primero a Padua y después a Verona.
Hawkwood conduce varias razias contra Módena y Parma. Se establece entonces los planes para realizar una ofensiva más ambiciosa: mientras John Hawkwood debía avanzar contra Milán desde Bolonia, Jean III conde de Armagnac debía avanzar contra la ciudad desde Francia.

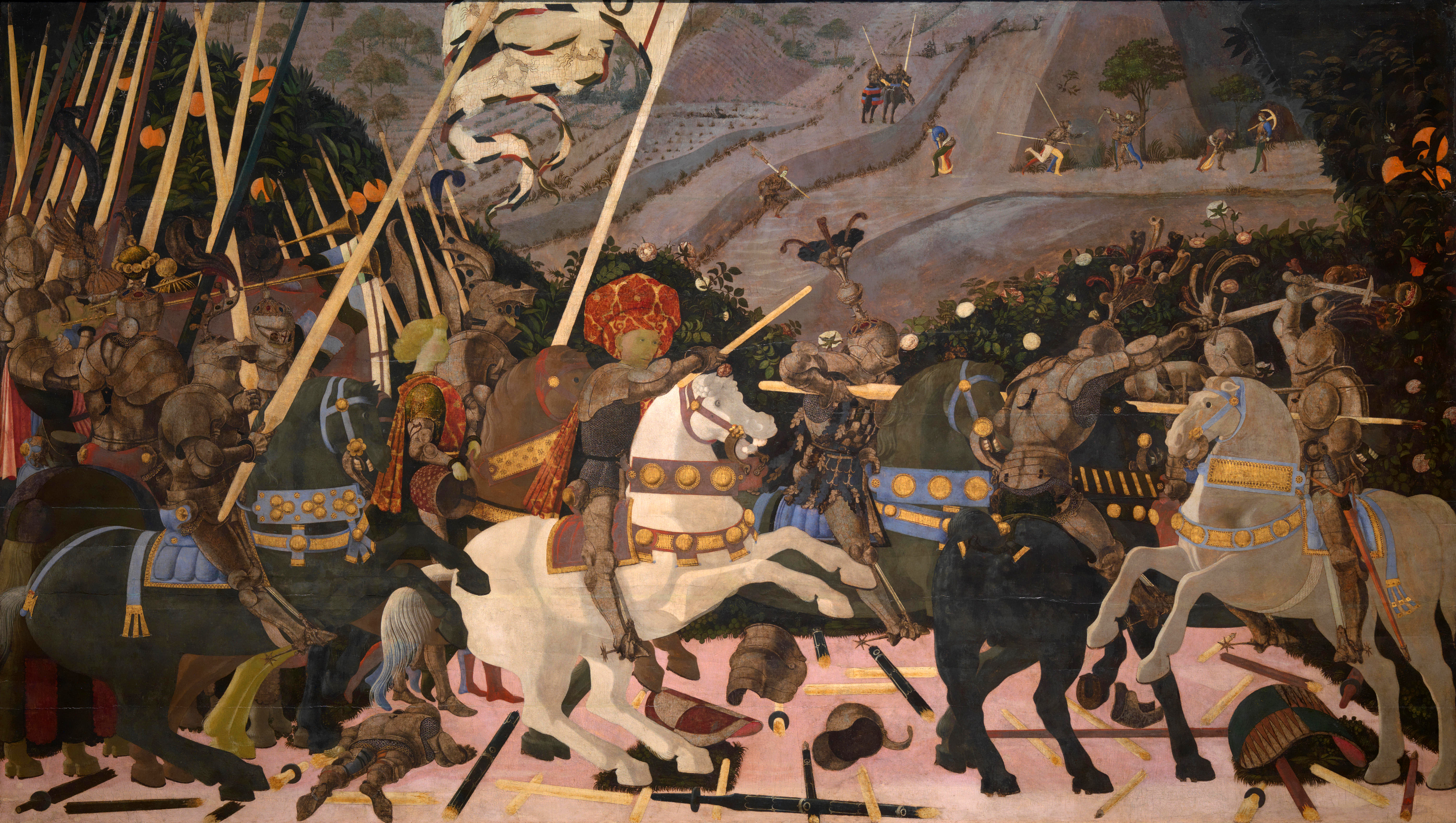
Batalla entre condotieros. Obra de Paolo Ucello

El 11 de enero de 1391 Hawkwood parte de Padua hacía Milán. Jacopo dal Verme y Ugolotto Biancardi están desplegados entre Verona y Vicenza para detener su avance pero se ven obligados a retroceder 
La ofensiva se retrasó porque Jean III de Armagnac veía constantemente retrasada su partida contra Milán. En junio Hawkwood se encontraba en el río Adda no muy lejos de Milán. El avance de Hawkwood es acompañado por ataques por parte de los Boloñeses contra Parma y Piacenza, aliadas de Milán que de esa forma no podían enviar tropas de ayuda a la ciudad lombarda. 
Jacopo dal Verme intentó detener a Hawkwood posicionándose en Lodi. John Hawkwood, a pesar de la imposibilidad de continuar avanzando, no se encontraba incómodo con la situación ya que ganaba tiempo para la llegada del ejército francés por el norte. El 24 de junio de 1391, Hawkwood, utiliza la guerra psicología organizando un “palio” a plena vista de los milaneses para demostrar su confianza en la victoria al mismo tiempo que ganaba tiempo para la llegada de Armagnac.
Sin embargo Armagnac no llegaba y la situación empezó a ser preocupante para los florentinos cuando empezaron a quedarse sin víveres y sin forrajes. 
Más aún, los ingenieros milaneses rompieron los diques del río Adigio, inundando la llanura cercana, haciendo más difícil la movilidad de las tropas florentinas.
A pesar de todo Hawkwood es capaz de salir del apuro atando sus estandartes a los árboles y encendiendo miles de hogueras mientras su ejército abandona su posición.  
La situación favorable de la guerra da un giro ya que a la retirada del ejército florentino de Hawkwood hay que unir la derrota de Jean III de Armagnac en la batalla de Alessandría contra Jacopo dal Verme Jean III de Armagnac fue capturado y moriría casi inmediatamente según unas fuentes por agotamiento y según otras versiones por el veneno.

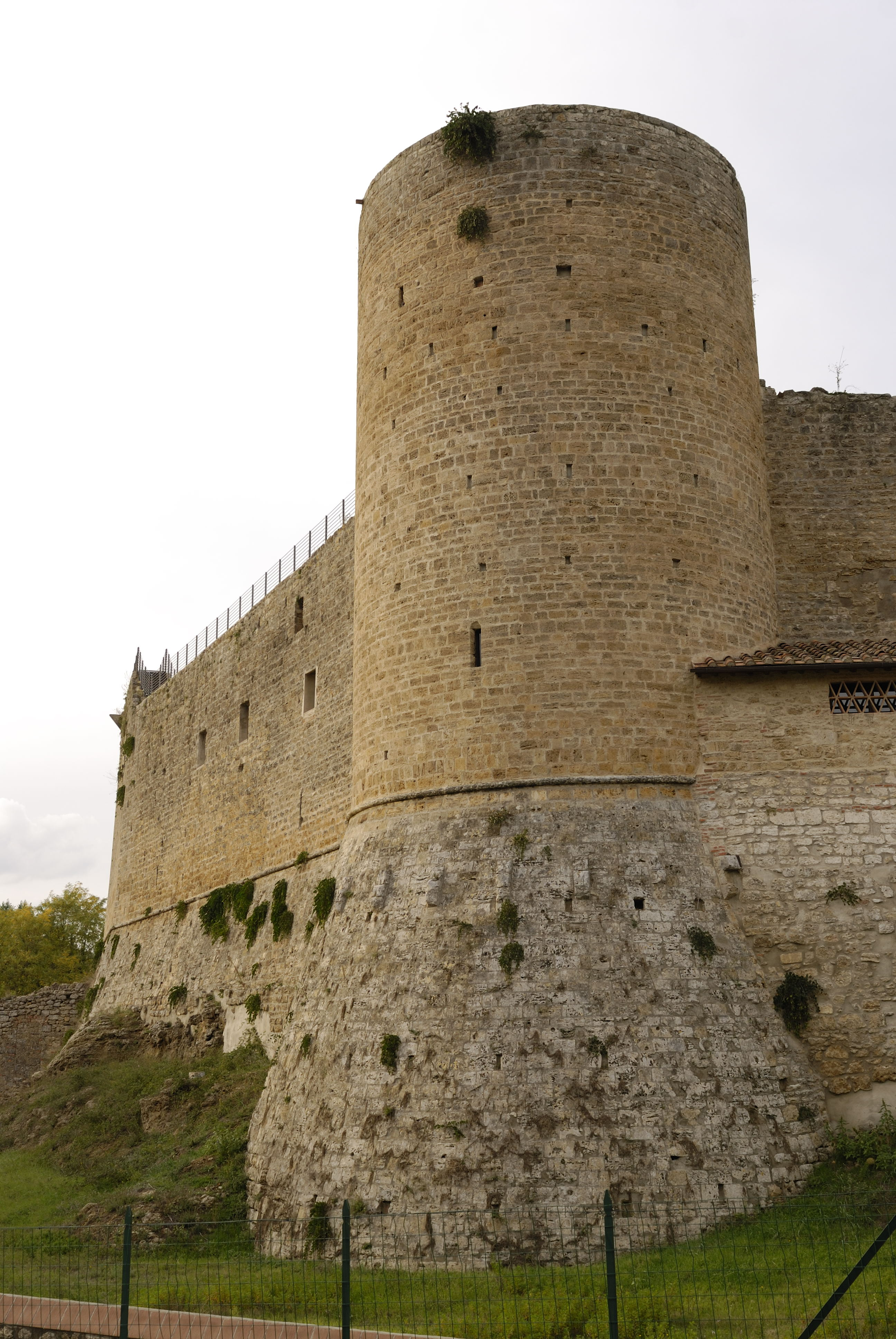
Castillo de Poggibonsi

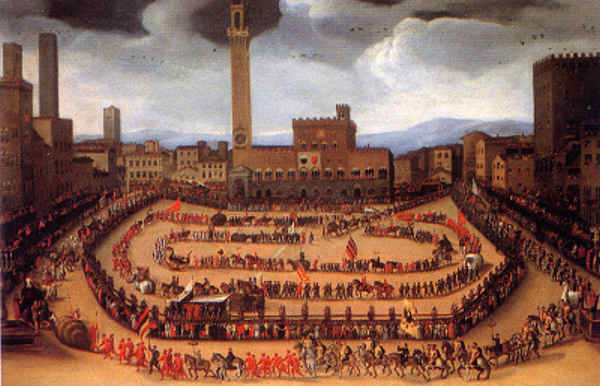
Palio. Obra de Vicenzo Rustici

El resto de la campaña, John Hawkwood, tuvo que mantenerse a la defensiva. Tras avanzar Jacopo dal Verme hacía Cascina. John Hawkwood pensó que desde allí avanzaría contra Florencia por lo que marchó hacía Montopoli in Val d'Arno para interceptarlo. Sin embargo Jacopo dal Verme ya estaba al sur de Montopoli in Val d´Arno por lo que Hawkwood marchó hacía Casole d'Elsa y ocupó plazas fuertes como Staggia Senese, Colle di Val d'Elsa y su propio castillo de Poggibonsi.
Al haber dividido sus fuerzas, John Hawkwood, no pudo hacer frente al avance milanés contra Florencia, sin embargo intento hostigar su avance con ataques a pequeña escala. Jacopo dal Verme cruzó el río Elsa y maniobró con la intención de cortar las vías de suministros de Florencia estableciendo su cuartel en Poggio a Caiano. Jacopo envió un fuerte contingente a realizar una razzia lo que fue aprovechado por John Hawkwood para atacar al cuerpo principal del ejército provocando numerosas bajas a los milaneses.
El ejército milanés tuvo que retirarse hacía Luca con las fuerzas de Hawkwood constantemente hostigando su retaguardia hasta que llegaron a Pisa.
En enero de 1392 Milán y Florencia llegaron a un acuerdo que puso fin a las hostilidades. Fue la última guerra de John Hawkwood.
Hawkwood recibió honores por parte de la República Florentina y poseyó un palacio cercano a Florencia donde vivió hasta su muerte la noche del al 16-17 de marzo de 1394. Se le ofreció un funeral solemne y se le concedió una pensión vitalicia a su viuda. En 1430, los florentinos decidieron levantar una estatua ecuestre de bronce en su memoria, pero debido al alto coste del monumento se limitaron a encargar a Paolo Uccello un fresco representando la estatua que se habían comprometido a financiar. El fresco se pintó en un tono verde que recuerda el color del bronce. Aún se puede ver en la Catedral de Santa María del Fiore de Florencia.